# Zonopetala mediella
Zonopetala mediella es una especie de mariposa de la familia Oecophoridae.
Fue descrita científicamente por Walker en 1864.